# 桜井誠 (挿絵画家)
桜井誠（さくらい まこと、1912年5月10日 - 1983年5月11日）は、主に絵本や児童書などの挿絵の執筆で活動した日本の挿絵画家、洋画家。静岡県静岡市出身。日本美術家連盟、児童出版美術家連盟、会員。日本美術会会員。
静岡中学校卒業、同舟舎絵画研究所卒業。
1942年より雑誌の挿絵の執筆を始め、その後リンドグレーンの『長くつ下のピッピ』を初めとした児童書や絵本、教科書などの書籍の挿絵を数多く執筆。児童書などの装丁も行った。

## 主な作品

### 挿絵を担当した作品
- 『まほうのむち』、小川未明作、堀尾青史脚色、童心社、1960年（紙芝居）[3]
- 『石の花』、バジョーフ作、稲庭桂子脚色、童心社、1960年（紙芝居）[4]
- 『長くつ下のピッピ』、リンドグレーン作、大塚勇三訳、岩波書店、1964年[5]
- 『デブの国・ノッポの国』、モーロワ作、那須辰三文、偕成社、1965年[6]
- 『さらわれたおにんぎょう』、浜田広介作、偕成社、1965年[7]
- 『赤いろうそくと人魚』、小川未明作、川崎大治脚本、童心社、1967年（紙芝居）[8]
- 『シューベルトものがたり』、秋山竜英作、世界出版社、1968年[9]